# Yipwon

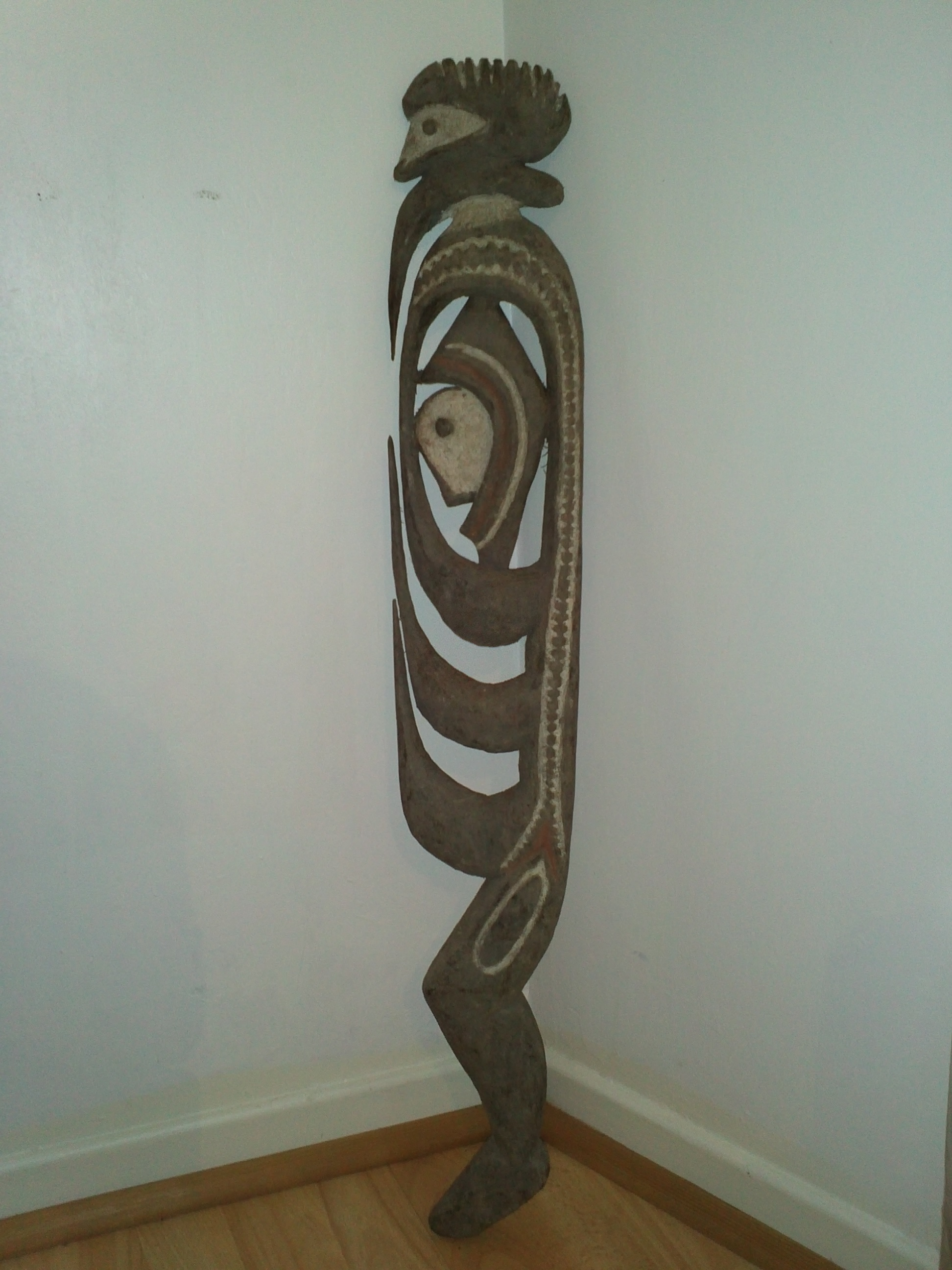
Escultura yipwon de Papúa Nueva Guinea (región del Medio Sepik)

Las esculturas Yipwon tienen una expresión artística característica del pueblo Yimar, el pueblo papú de la región del Medio Sepik. Estas personas viven en un entorno montañoso cerca de Blackriver.
El tamaño varía desde el tamaño de un colgante —que se lleva alrededor del cuello del guerrero— hasta el de una estatua de tamaño humano, que en este caso casi nunca sale de la «casa de los hombre», un lugar central de sociabilidad en muchas tribus papúes. Hechas de madera y a menudo pintadas ocre y blanco, una estatua de Yipwon representa a un hombre escuálido; mientras que algunas son muy realistas, otras son obras maestras de la abstracción, conservando únicamente los rasgos más salientes de la anatomía y dispuestos en un eje vertical. La escultura descansa sobre una pierna doblada, una marca típica de las esculturas de Oceanía. Se puede ver en el perfil. Las partes puntiagudas representan las costillas, vistas como las espinas de un pez.
La estatua representa el espíritu de Yipwon, una poderosa entidad espiritual que acompañaba al guerrero en su presa (animal o enemigo).
«Nacidos solos o tallados por el héroe Sol, los Yipwon estaban al principio en un estado de ánimo agresivo. Se calmaron y se volvieron útiles para los hombres al ayudarles a prepararse para la caza o para las cacerías de cabezas de los enemigos.» Extracto de un mito de Yimar.